# NASA/IPAC Extragalactic Database
 (signalé en juillet 2025).
Si vous disposez d'ouvrages ou d'articles de référence ou si vous connaissez des sites web de qualité traitant du thème abordé ici, merci de compléter l'article en donnant les références utiles à sa vérifiabilité et en les liant à la section « Notes et références ».
- Archive Wikiwix
- Bing
- Cairn
- DuckDuckGo
- E. Universalis
- Gallica
- Google
- G. Books
- G. News
- G. Scholar
- Persée
- Qwant
- (zh) Baidu
- (ru) Yandex
- (wd) trouver des œuvres sur Wikidata

Pour les articles homonymes, voir NED.
La NASA/IPAC Extragalactic Database (ou NED) est une base de données astronomique en ligne spécialisée dans les objets célestes extragalactiques comme les galaxies et les quasars.
La NED est gérée, sous contrat avec la NASA, par le Jet Propulsion Laboratory sur le campus de la California Institute of Technology, à Pasadena (Californie).